# Rana Sabbagh
Rana Sabbagh (auch Rana Sabbagh-Gargour; arabisch رنا صباغ; * 1962) ist eine jordanische Journalistin. Sie leitet die Organisation Arab Reporters for Investigative Journalism (ARIJ) mit Sitz in Amman.

## Leben
Sabbagh ist die Tochter einer deutschen Mutter und hat mehrere Brüder. Von 1968 bis 1980 besuchte sie die Ahliyyah School for Girls in Amman und studierte anschließend 1981 bis 1984
Kommunikationswissenschaften an der Libanesisch-Amerikanischen Universität in Beirut. Sabbagh arbeitete von 1987 bis 1997 für die Nachrichtenagentur Reuters. Sabbagh arbeitete seit 1984 für die Jordan Times und wurde später dort die erste weibliche Chefredakteurin einer Zeitung im arabischen Raum. Wegen ihrer kritischen Berichterstattung, etwa über Folter, wurde sie entlassen. 2003 war sie an der Gründung der Zeitung Al Ghad beteiligt. Im Jahr 2005 gründete Sabbagh die Organisation Arab Reporters for Investigative Journalism.